# Petite Rivière de Jacmel
La Petite Rivière de Jacmel est un cours d'eau qui coule à Haïti dans le département du Sud-Est et l'arrondissement de Jacmel. Elle rejoint la mer des Caraïbes au niveau de la ville portuaire de Jacmel.

## Géographie
La Petite Rivière de Jacmel prend sa source dans les contreforts du massif de la Selle. Le cours d'eau se dirige vers l'Est. Il s'écoule en cascades à travers une suite de bassins, dénommée Bassin Bleu. Il s'agit là d'un lieu touristique verdoyant et rafraîchissant, autour duquel s'ouvrent de petites grottes. 
Le Bassin Bleu se compose de plusieurs bassins, dont les plus remarquables sont : Bassin Palmiste, Bassin Clair et Bassin Bleu.
Dans le cadre du projet d'aménagement du site naturel de Bassin Bleu de Jacmel, la Direction Départementale du Tourisme du Sud-Est a organisé une rencontre avec la Mairie de Jacmel, la Délégation du Sud-Est, le Comité d’Organisation pour le Développement de Bassin Bleu de Jacmel (ODBJ) et les guides de Bassin Bleu. Sous la direction du Ministère du Tourisme, des actions de mise en valeur du site vont être entreprises en partenariat avec le Ministère de l'Environnement, le Ministère des Travaux Publics Transports et Communication, la Mairie de Jacmel, la Délégation du Sud-Est, la Protection Civile, la Police Nationale d’Haïti, l’Association Touristique du Sud-Est, le Bureau National d'Ethnologie, la Coopération Espagnole et les Organisations locales.

## Toponymie
Ce cours d'eau s'est vu attribuer le nom de « Petite Rivière de Jacmel » pour le distinguer de la « Grande Rivière de Jacmel » – de son vrai nom « Rivière de la Cosse » –, qui coule au nord-est de Jacmel, avant de se déverser elle aussi dans la mer des Caraïbes, au niveau de la baie de Jacmel.